# Centre Esportiu Municipal l’Espanya Industrial
Das Centre Esportiu Municipal l’Espanya Industrial, ehemals Pavelló de l’Espanya Industrial, ist ein Sportkomplex im Stadtbezirk Sants-Montjuïc der spanischen Stadt Barcelona.

## Geschichte
Das Centre Esportiu Municipal l’Espanya Industrial wurde anlässlich der Olympischen Sommerspiele 1992 in Barcelona errichtet. Am 10. Februar 1990 erfolgte der Spatenstich auf dem Gelände der alten Textilfabrik L’Espanya Industrial. Am 5. Dezember erfolgte die Eröffnung. Der Komplex, der an den Parc de l’Espanya Industrial grenzt, verfügt über eine Sporthalle, ein Hallenbad sowie ein Fitnessstudio. Während den Olympischen Spielen war die Halle Austragungsort der Wettkämpfe im Gewichtheben.